# Grupo Interdisciplinario de Expertos Independientes
El Grupo Interdisciplinario de Expertos Independientes (GIEI) es un comité de juristas y médicos enfocados en realizar una investigación paralela sobre los acontecimientos ocurridos la noche del 26 y madrugada del 27 de septiembre de 2014 en la comunidad de Iguala (Guerrero), donde jóvenes estudiantes fueron agredidos y desaparecidos.

## Antecedentes
Una serie de episodios de violencia ocurridos durante la noche del 26 de septiembre y la madrugada del 27 de septiembre del 2014, en el que la policía municipal de Iguala (220 km al sur de la Ciudad de México) persiguió y atacó a estudiantes de la Escuela Normal Rural de Ayotzinapa (257 km al sureste de Iguala). En dicho enfrentamiento habrían salido dañados periodistas y civiles. Los hechos dejaron un saldo de al menos 9 personas fallecidas, 43 estudiantes desaparecidos de esa escuela normal rural y 27 heridos.

## Creación

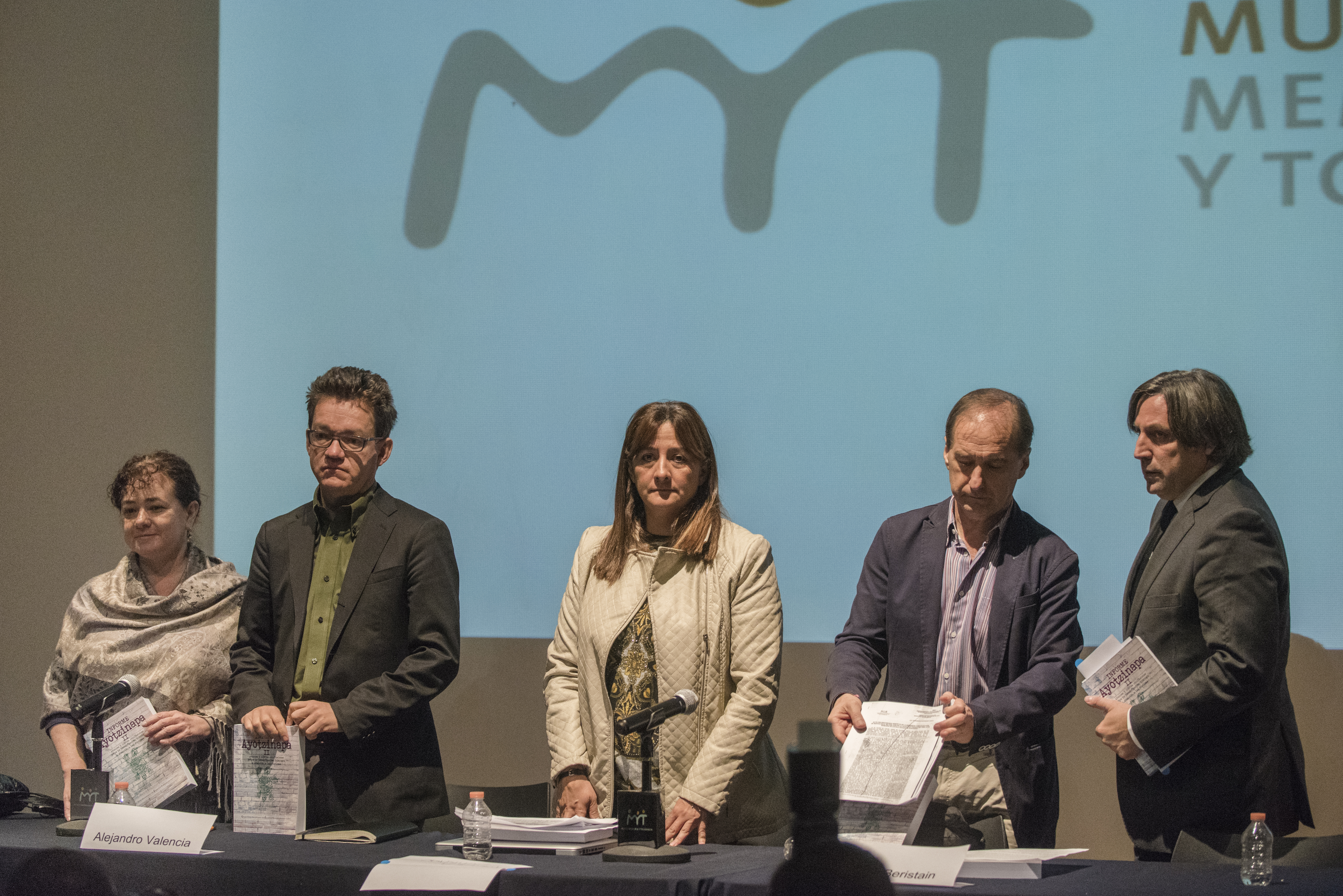
El GIEI durante su última conferencia de prensa en México.

Tras los sucesos de Iguala, los familiares afectados, el gobierno mexicano y la Comisión Interamericana de Derechos Humanos suscribieron un acuerdo de Asistencia Técnica en donde los padres de familia solicitaban a la CIDH el apoyo de expertos para realizar investigaciones independientes sobre la desaparición forzada de los estudiantes. Este acuerdo fue realizado el 3 de octubre de 2014.

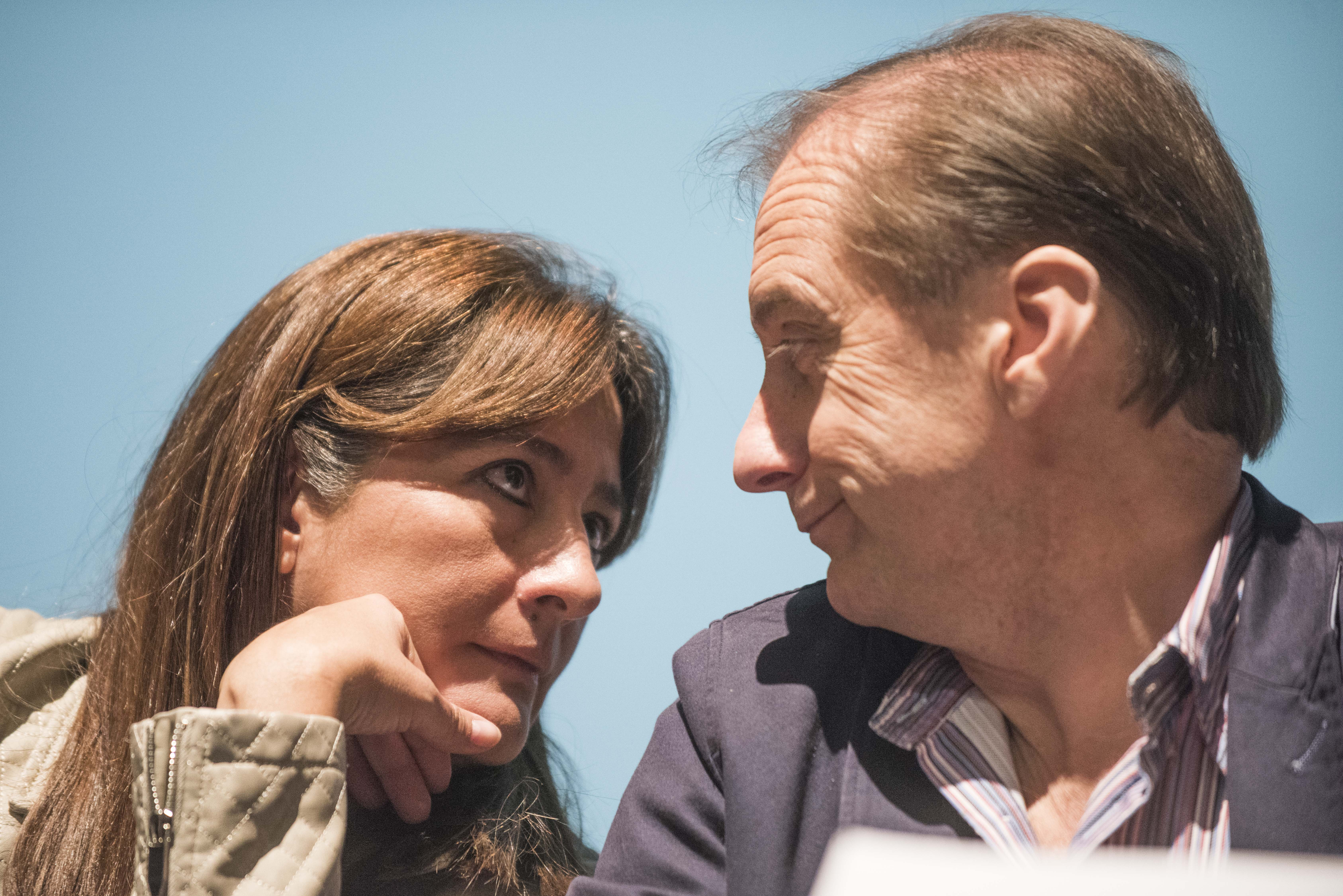
Ángela María Buitrago y Carlos Martín Beristain, miembros del GIEI, durante una conferencia de prensa.

El 18 de noviembre de 2014, el gobierno mexicano aceptó la creación del órgano independiente y para el 16 de enero de 2015 fueron designados los integrantes del Grupo Interdisciplinario de Expertos Independientes:
- Alejandro Valencia, abogado dedicado a la defensa de los derechos humanos, originario de Colombia.
- Ángela María Buitrago, doctora en derecho, originaria de Colombia.
- Claudia Paz y Paz, jueza y experta en derecho penal, originaria de Guatemala.
- Francisco Cox, abogado con un máster en derecho, originario de Chile.
- Carlos Martín Beristain, médico y doctor en psicología, originario de España.[7]

El plazo por el cual estarían asignados fue por nueve meses, terminando en octubre de 2015.

## Investigación
El 6 de septiembre de 2015 el GIEI presentó en conferencia de prensa los resultados de sus investigaciones, en donde descartan la hipótesis del incendio en Cocula, proponen nuevas líneas de investigación y expresan recomendaciones sobre los derechos humanos del país.

## Extensión del mandato
Tras las investigaciones y resultados obtenidos, la Comisión Interamericana de Derechos Humanos, a petición de los familiares, extendió el mandato por seis meses más para concluir el 30 de abril de 2016.

## Ataque con programario de espionaje
En julio de 2017, se publicó un estudio que explicaba cómo al menos 19 expertos fueron infectados por el software espía israelí Pegasus mientras investigaban la desaparición masiva de 43 estudiantes mexicanos en Iguala, el mayor escándalo de derechos humanos en la historia moderna de México. La infección tuvo lugar durante el año 2016 y fué perpetrada por el gobierno de México.

## Controversias
Se realizaron señalamientos en contra de las exfiscales Ángela Buitrago y Claudia Paz y Paz por sus actuaciones contra militares en sus respectivos países.
La CIDH expresó su respaldo a la GIEI en un comunicado en donde señala la confianza y profesionalismo de todos los integrantes.